# Jørgen Ringnis
Jørgen Ringnis også kendt som "Jørgen Billedsnider", (ukendt fødselsår, død i 1652 i Nakskov) var en dansk billedskærer. Han udførte flere altertavler og prædikestole i danske kirker, særligt på Lolland og Falster.

## Baggrund
Fra 1550'erne frem til 1650'erne kom håndværksmestre fra Nordtyskland samt de daværende danske området Slesvig og Holstein til Østdanmark for at udføre dekoration på kirker og slotte. I midten af 1650 havde området oplevet en periode med stor rigdom af kunstneriske udskæring i barokstil. Blandt de store navne var Lorentz Jørgensen i Holbæk, Abel Schrøder i Næstved, Hans Holst i Køge, Claus Gabriel i Hillerød, Casper Lubekke i Roskilde og Jørgen Ringnis selv.

## Karriere
Ringnis' stil minder om den fra den Flensborgske håndværksmester Heinrich Ringerinck, og han bliver derfor antaget at have været lærermester for Rinnis. En af hans kontrakter angav hans navn som Rincknis, hvilket indikerer, at han kan stamme fra Rinkenæs ved Flensborg Fjord. Det tidligste af hans arbejde som bærer hans signatur er prædikestolen i Nakskov Kirke i 1630, hvor han også udførte arbejde i orgelnichen. Ligesom prædikestolene i Klosterkirken i Nykøbing (1640) og Stubbekøbing Kirke (1634) blev arbejdet betalt af lokale købmænd og deres familier. Hans regninger viser, at han boede i Maribo i 1637, og i 1640 boede han i Nakskov. Hans arbejde består af 23 prædikestole og otte altertavler, der bortset fra prædikestolene i Oksbøl og Nordborg på Als, alle findes på Lolland og Falster. Han udførte ofte både altertavle og prædikestol i samme kirke.

## Stil
Ringnis' arbejde kan kendes på hans bruskbarok, i en renæssanceramme. Hans ældre prædikestole har relieffer fra det gamle og nye testamente, ligesom dem Ringerinck lavede. Fra prædikestolen i Kippinge Kirke (1631) blev disse dog erstattet med figurer fra evangelisterne. Kvalitetens i hans arbejde var nogenlunde konstant igennem hele hans virker på omkring 30 år. Hans elever fortsatte med at efterligne hans stil, og udførte arbejde i kirker på Falster, Sydsjælland og Møn.

## Galleri
- Nakskov prædikestol (1630).
- Stubbekøbing Kirkes prædikestol (1634).
- Torkilstrup Kirkes altertavle (1650).
- Nørre Alslev prædikestol (1643) .